# Scaptomyza tenuata
Scaptomyza tenuata är en tvåvingeart som beskrevs av Hardy 1965. Scaptomyza tenuata ingår i släktet Scaptomyza och familjen daggflugor. Inga underarter finns listade i Catalogue of Life.